# Oporinia latifasciata
Oporinia latifasciata är en fjärilsart som beskrevs av Harris 1920. Oporinia latifasciata ingår i släktet Oporinia och familjen mätare. Inga underarter finns listade i Catalogue of Life.